# Pietro Francavilla
Pietro Francavilla, Pierre Francheville, Francqueville o Franqueville (Cambrai, ca. 1553 - París, 1616) fue un escultor manierista francés.

## Biografía
Tras formarse en Francia, donde el Renacimiento italiano ya se había introducido a través de la escuela de Fontainebleau, trabajó junto con otros escultores en Innsbruck para el monumental cenotafio de Maximiliano I en la Hofkirche del Hofburg. Seguidamente pasó a Florencia, donde entró en el taller de Juan de Bolonia (Giambologna), quien, como él terminará siendo, era un francés italianizado. Trabajó junto con su maestro en la obra más importante de éste: el Rapto de las Sabinas (1579-1583). 
Siempre subordinado a los encargos del maestro, Francavilla realizó por sí mismo en una serie de estatuas para los jardines de la Villa Bracci de Rovezzano (1574), algunas de las cuales están hoy en el Victoria and Albert Museum (Londres) y otras en el castillo de Windsor. En 1589 participó con muchos otros artistas en la construcción de las decoraciones para la boda de Fernando I de Médici con Cristina de Lorena. En 1590 esculpió la alegoría de la Primavera del Ponte Santa Trinita, mientras que las del Verano e Invierno fueron realizadas por su amigo y rival Giovanni Caccini y el Invierno por Taddeo Landini. En 1598 esculpió Orfeo y Cerbero, que fue llevada a su Hôtel de París por Girolamo Gondi, uno de los acompañantes de Catalina de Médici. La obra fue muy admirada, tanto que fue transferida al Palacio de Versalles (hoy se encuentra en el Museo del Louvre). Llamado por el rey Enrique IV de Francia, Francavilla llegó a París en 1601, como primer asistente de Juan de Bolonia y Pietro Tacca. Realizó el pedestal de la estatua ecuestre de Enrique IV de Francia, obra de Juan de Bolonia, terminada tras la muerte del maestro (1608) por Pietro Tacca en Florencia.

## Obras

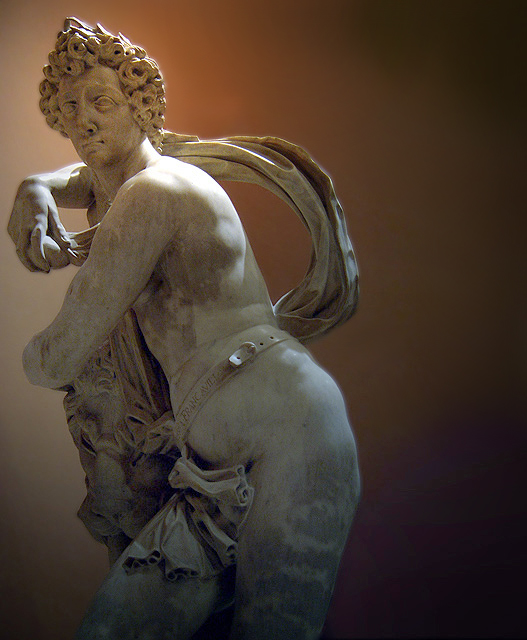
David, Museo del Louvre.

El estilo de Francavilla se resiente de una cierta discontinuidad debida a la multiplicidad de influencias que se reconocen en su arte. Su mérito principal consistió en la difusión del manierismo florentino en Francia.
Obras importantes son un Jano y un Joven conservados en la Galleria di Palazzo Bianco de Génova; un Amorino (c. 1580), que realizó junto con Giambologna; un Jason en mármol (últimos años 1580) hoy en el Museo del Bargello de Florencia; una estatua de Fernando I de Médici que realizó a partir de un diseño de Giambologna (1595), Arezzo; una estatua de Cosme I de Médici como gran maestre de la  Ordine dei Cavalieri di Santo Stefano (1596), en la plaza de los Caballeros de Pisa; un David, vencedor de Goliath (1608), actualmente en el Louvre; un Mercurio; una Venus de mármol (1600), actualmente en el Wadsworth Atheneum de Hartford (Connecticut); un Meleagro; y un busto de San Romualdo.
Su principal discípulo fue su hijo adoptivo, Francesco Bordoni, que terminó alguna de sus obras tras su muerte.